# Ozuna
Juan Carlos Ozuna Rosado (* 13. března 1992 San Juan, Portoriko), též známý pod pseudonymem Ozuna, je portorický zpěvák, textař a rapper tvořící ve španělštině.

## Životopis
Narodil se v San Juan na Portoriku, jeho otec tanečník pochází z Dominikánské republiky a matka z Portorika. Už od mala ho bavila hudební tvorba. Dle svých slov vyrůstal s tradičními latinskými prvky jako salsa či bachata a poslouchal portorické zpěváky jako Daddy Yankee, Don Omar nebo Wisin y Yandel, které řadí k “opravdovým tvůrcům reggeatonu“. Ve tří letech byl jeho otec zastřelen a byl se svoji matkou finančně na dně. Jak sám zpěvák popisuje, bydlel v babiččiném tří pokojovém bytě, který byl zbudovaný nad bodegou (ve španělsky mluvících čtvrtích znamená malý obchod s potravinami). Těchto několik let života hodně ovlivnilo Ozunovu tvorbu.
Jeho strýc, který plnil roli otce, mu koupil ve 12 letech mikrofon. Krátce potom v roce 2010 se přestěhoval do čtvrti Washington Heights na Manhattanu v New Yorku v naději, že unikne násilí na Portoriku. Ale i zde byla situace podobná a tak se rozhodl po 3 letech s manželkou a dvěma dětmi vrátit zpět na Portoriko.

## Hudební kariéra
Hudebně aktivní je od roku 2012, kdy debutoval se svým songem Imaginando. V roce 2014 začal budovat kariéru zpěváka na platformě YouTube, kde dnes má 27,8 milionů odběratelů a přes 14 miliard zhlédnutí. Ozuna získal mnoho ocenění, z toho např. 5× Billboard Music Award, 12× Billboard Latin Music Awards, 6× Latin American Music Awards.
Vydal 3 alba se svými songy:
- Odisea (2017)
- Aura (2018)
- Nibiru (2019)

## Osobní život
Ozuno nyní žije na Portoriku, je ženatý s Tainou Marií Melendéz a spolu mají dvě děti, dceru Sofii a syna Jacob Andrése. Je vášnivý sběratelem hodinek, na kterých jen v roce 2017 utratil 800 tisíc dolarů. V roce 2017 založil charitativní organizaci Odisea Children, kterou sponzoruje.

## Diskografie

### Hlavní umělec
| Název                                                                                            | Rok vydání | Úspěchy | Úspěchy  | Úspěchy       | Úspěchy | Úspěchy | Úspěchy | Úspěchy | Ocenění                                                      | Album                                     |
| Název                                                                                            | Rok vydání | US      | US Latin | US Latin Rhy. | ARG     | SPA     | ITA     | SWI     | Ocenění                                                      | Album                                     |
| ------------------------------------------------------------------------------------------------ | ---------- | ------- | -------- | ------------- | ------- | ------- | ------- | ------- | ------------------------------------------------------------ | ----------------------------------------- |
| "Si No Te Quiere" (feat. D.OZi nebo Arcangel a Farruko)                                          | 2014       | —       | 19       | 7             | —       | —       | —       | —       |                                                              | non-album single                          |
| "No Quiere Enamorarse" (Remix) (featuring Daddy Yankee)                                          | 2016       | —       | 35       | —             | —       | —       | —       | —       |                                                              | non-album single                          |
| "Te Vas"                                                                                         | 2016       | —       | 31       | —             | —       | —       | —       | —       |                                                              | non-album single                          |
| "Me Ama Me Odia" (s Cosculluela a Revol)                                                         | 2016       | —       | —        | —             | —       | —       | —       | —       | - RIAA: Platina (Latin)                                      | non-album single                          |
| "Dile que tu me quieres"                                                                         | 2016       | —       | 8        | 6             | —       | 33      | —       | —       | - RIAA: 12x Platina (Latin) - FIMI: Zlato                    | Odisea                                    |
| "Tu foto"                                                                                        | 2017       | —       | 8        | 5             | —       | 16      | —       | —       | - RIAA: 11x Platina (Latin) - FIMI: Zlatod                   | Odisea                                    |
| "El Farsante" (sólo nebo s Romeo Santos)                                                         | 2017       | 49      | 2        | 6             | —       | 22      | —       | —       | - FIMI: Platina                                              | Odisea                                    |
| "Que Va" (s Alex Sensation)                                                                      | 2017       | —       | 17       | —             | —       | —       | —       | —       | - FIMI: Zlato                                                | non-album single                          |
| "Se Preparó"                                                                                     | 2017       | —       | 16       | 7             | —       | 3       | —       | —       | - RIAA: 21x Platina (Latin) - FIMI: Platina                  | Odisea                                    |
| "Criminal" (s Natti Natasha)                                                                     | 2017       | 95      | 5        | 10            | —       | 1       | 69      | 91      | - RIAA: 15x Platina (Latin) - FIMI: 2x Platina - SNEP: Zlato | non-album single                          |
| "La Fórmula" (s De La Ghetto, Daddy Yankee feat. Chris Jeday)                                    | 2017       | —       | 23       | —             | —       | —       | —       | —       | - RIAA: 3x Platina (Latin)                                   | Mi Movimiento                             |
| "Síguelo bailando"                                                                               | 2017       | —       | 16       | —             | —       | 8       | 71      | —       | - RIAA: 13x Platina (Latin) - FIMI: Platina                  | Odisea                                    |
| "La Modelo" (s Cardi B)                                                                          | 2017       | 52      | 3        | 1             | —       | 50      | —       | —       |                                                              | Aura                                      |
| "Bipolar" (s Chris Jeday a Brytiago)                                                             | 2018       | —       | 20       | —             | 88      | —       | —       | —       |                                                              | non-album singles                         |
| "Solita" (s Mambo Kingz a DJ Luian feat. Bad Bunny, Wisin a Almighty)                            | 2018       | —       | 17       | —             | —       | —       | —       | —       | - RIAA: 6x Platina (Latin) - FIMI: Zlato                     | non-album singles                         |
| "Muito Calor" (s Anitta)                                                                         | 2018       | —       | 37       | —             | —       | 67      | —       | —       |                                                              | non-album singles                         |
| "Bebé" (feat. Anuel AA)                                                                          | 2018       | —       | 28       | —             | —       | 66      | —       | —       |                                                              | Odisea                                    |
| "Única" (sólo nebo feat. Anuel AA a Wisin & Yandel)                                              | 2018       | 72      | 3        | 1             | 42      | 57      | —       | —       | - FIMI: Zlato                                                | Aura                                      |
| "Pa Mí" (s Tory Lanez)                                                                           | 2018       | —       | —        | —             | —       | —       | —       | —       | - RIAA: Zlato (Latin)                                        | non-album single                          |
| "Casualidad" (s Nacho)                                                                           | 2018       | —       | —        | —             | —       | 67      | —       | —       |                                                              | La Criatura                               |
| "Vaina Loca" (feat. Manuel Turizo)                                                               | 2018       | 94      | 5        | 1             | 6       | 1       | 38      | 63      | - FIMI: Platina                                              | Aura                                      |
| "El Anillo" (Remix) (s Jennifer Lopez)                                                           | 2018       | —       | —        | —             | 58      | 41      | —       | —       |                                                              | non-album single                          |
| "Me Dijeron"                                                                                     | 2018       | —       | 11       | 19            | —       | 30      | —       | 95      |                                                              | Aura                                      |
| "Coméntale" (feat. Akon)                                                                         | 2018       | —       | 44       | —             | —       | —       | —       | —       |                                                              | Aura                                      |
| "Devuélveme"                                                                                     | 2018       | —       | 21       | —             | 75      | 45      | —       | —       | - FIMI: Zlato                                                | Aura                                      |
| "Luz Apaga" (s Lunay, Rauw Alejandro a Lyanno)                                                   | 2018       | —       | —        | 24            | 63      | 50      | —       | —       |                                                              | non-album single                          |
| "Callao" (s Wisin & Yandel)                                                                      | 2018       | —       | 44       | —             | 94      | 93      | —       | —       |                                                              | Los Campeones del Pueblo: The Big Leagues |
| "Llegó la Navidad" (s Generación Escogida feat. Christian Nieves)                                | 2018       | —       | —        | —             | —       | —       | —       | —       |                                                              | non-album single                          |
| "Quiero Más" (feat. Wisin & Yandel)                                                              | 2018       | —       | 20       | —             | —       | 100     | —       | —       |                                                              | Aura                                      |
| "Baila Baila Baila" (sólo nebo feat. Ala Jaza nebo Daddy Yankee, J Balvin, Farruko and Anuel AA) | 2019       | 69      | 3        | 1             | 19      | 2       | 10      | 14      | - RIAA: Platina (Latin) - FIMI: 2x Platina - SNEP: Zlato     | Nibiru                                    |
| "Cama Vacía"                                                                                     | 2019       | —       | —        | —             | —       | 75      | —       | —       |                                                              | non-album single                          |
| "Esclavo de Tus Besos" (s Manuel Turizo)                                                         | 2019       | —       | —        | —             | 67      | 14      | —       | —       | - RIAA: Platina (Latin)                                      | ADN                                       |
| "Vacía Sin Mí" (s Darell)                                                                        | 2019       | —       | —        | —             | —       | 40      | —       | —       |                                                              | non-album single                          |
| "Te Robaré" (s Nicky Jam)                                                                        | 2019       | 91      | 6        | 6             | 7       | 7       | 28      | 28      | - FIMI: Platina                                              | Íntimo                                    |
| "Amor Genuino"                                                                                   | 2019       | 92      | 8        | —             | —       | 31      | —       | —       |                                                              | Nibiru                                    |
| "Te Soñé de Nuevo"                                                                               | 2019       | —       | 16       | —             | 39      | 18      | 87      | —       |                                                              | Nibiru                                    |
| "Cambio" (s Anuel AA)                                                                            | 2019       | —       | 27       | —             | —       | 25      | —       | —       |                                                              | non-album singles                         |
| "Muito Calor" (s Anitta)                                                                         | 2019       | —       | —        | —             | —       | 60      | —       | 80      |                                                              | non-album singles                         |
| "China" (s Anuel AA, Daddy Yankee, Karol G a J Balvin)                                           | 2019       | 43      | 1        | —             | 1       | 1       | 15      | 10      | - RIAA: Zlato (Latin) - FIMI: Platina - SNEP: Zlato          | bude oznámeno                             |
| "Yo x Ti, Tu x Mi" (s Rosalíou)                                                                  | 2019       | —       | 13       | —             | 12      | 1       | 82      | 29      | - FIMI: Zlato                                                | non-album singles                         |
| "Adicto" (s Tainy and Anuel AA)                                                                  | 2019       | 86      | 9        | —             | 5       | 3       | —       | 87      |                                                              | non-album singles                         |
| "Si Te Vas" (s Sech)                                                                             | 2019       | —       | 20       | —             | 15      | 8       | —       | —       | - RIAA: 2× Platina (Latin)                                   | non-album singles                         |
| "Nadie" (Remix) (s Farruko a Lunay feat. Sech a Sharo Towers)                                    | 2019       | —       | —        | —             | —       | —       | —       | —       |                                                              | non-album singles                         |
| "Hasta Que Salga el Sol"                                                                         | 2019       | —       | —        | —             | 64      | 20      | —       | —       |                                                              | Nibiru                                    |
| "Easy (Remix)" (s Jhay Cortez)                                                                   | 2019       | —       | —        | —             | —       | —       | —       | —       |                                                              | non-album single                          |
| "Fantasía"                                                                                       | 2019       | —       | —        | —             | —       | 13      | —       | —       |                                                              | Nibiru                                    |
| "Nibiru"                                                                                         | 2019       | —       | —        | —             | —       | —       | —       | —       |                                                              | Nibiru                                    |
| "Eres Top" (s Diddy a DJ Snake)                                                                  | 2019       | —       | —        | —             | —       | —       | —       | —       |                                                              | Nibiru                                    |
| "Danzau"                                                                                         | 2019       | —       | —        | —             | —       | —       | —       | —       |                                                              | Nibiru                                    |
| "100 Preguntas"                                                                                  | 2020       | —       | —        | —             | —       | 76      | —       | —       |                                                              | bude oznámeno                             |
| "Temporal" (s Willy Rodriguez)                                                                   | 2020       | —       | —        | —             | —       | —       | —       | —       |                                                              | Nibiru                                    |
| "Mamacita" (s The Black Eyed Peas a J. Rey Soul)                                                 | 2020       | —       | —        | —             | —       | 58      | 91      | 49      |                                                              | bude oznámeno                             |

### Spolupracující umělec
| Název                                                                                      | Rok vydání | Úspěchy | Úspěchy  | Úspěchy | Úspěchy | Úspěchy | Úspěchy | Úspěchy | Úspěchy | Úspěchy | Ocenění                                                  | Album             |
| Název                                                                                      | Rok vydání | US      | US Latin | CAN     | ARG     | SPA     | ITA     | SWI     | FRA     | NL      | Ocenění                                                  | Album             |
| ------------------------------------------------------------------------------------------ | ---------- | ------- | -------- | ------- | ------- | ------- | ------- | ------- | ------- | ------- | -------------------------------------------------------- | ----------------- |
| "Escápate Conmigo" (Wisin feat. Ozuna)                                                     | 2016       | 63      | 3        | —       | —       | 8       | —       | —       | —       | —       | - FIMI: Platina                                          | Victory           |
| "La Rompe Corazones" (Daddy Yankee feat. Ozuna)                                            | 2017       | —       | 12       | —       | —       | 8       | —       | —       | —       | —       | - FIMI: Zlato                                            | El Disco Duro     |
| "Ahora Dice" (Chris Jeday feat. J Balvin, Ozuna a Arcángel)                                | 2017       | —       | 7        | —       | —       | 7       | —       | —       | —       | —       | - FIMI: Zlato                                            | Non-album singles |
| "La Fórmula" (s De La Ghetto, Daddy Yankee feat. Chris Jeday)                              | 2018       | —       | 23       | —       | —       | —       | 36      | —       | —       | —       |                                                          | Non-album singles |
| "Sobredosis" (Romeo Santos feat. Ozuna)                                                    | 2018       | —       | 23       | —       | —       | —       | —       | —       | —       | —       |                                                          | Golden            |
| "Me Niego" (Reik feat. Ozuna and Wisin)                                                    | 2018       | 77      | 6        | —       | 9       | 2       | 39      | —       | —       | —       | - RIAA: 19× Platina (Latin) - FIMI: Platina              | Ahora             |
| "Te Boté (Remix)" (Nio García, Darell, a Casper Magico feat. Bad Bunny, Nicky Jam a Ozuna) | 2018       | 36      | 1        | 98      | 20      | —       | —       | 38      | —       | —       | - RIAA: 60× Platina (Latin)                              | Non-album singles |
| "X" (Remix) (Nicky Jam & J Balvin feat. Maluma & Ozuna)                                    | 2018       | —       | —        | —       | —       | 15      | —       | —       | —       | —       |                                                          | Non-album singles |
| "Imposible" (s Luis Fonsi)                                                                 | 2018       | —       | 9        | —       | 8       | 4       | —       | 17      | —       | —       | - FIMI: Zlato                                            | Vida              |
| "Quisiera Alejarme" (Wisin feat. Ozuna)                                                    | 2018       | —       | 13       | —       | —       | —       | —       | —       | —       | —       |                                                          | Victory           |
| "Taki Taki" (DJ Snake feat. Selena Gomez, Ozuna a Cardi B)                                 | 2018       | 11      | 1        | 7       | 1       | 1       | 2       | 3       | 2       | 3       | - RIAA: 3× Platina - FIMI: 2x Platina - SNEP: Diamantová | Carte Blanche     |

## Filmografie
- NY Sex Chronicles (2011)
- Que León (2018)
- Los Leones (2019)
- Tom And Jerry (2021)
- F9 (2021)